# Mengni
Mengni o Mengani fou un estat tributari protegit al prant de Halar de l'agència de Kathiawar, presidència de Bombai, format per 8 pobles amb 88 km² i una població de 3.454 habitants el 1881 i 3.642 el 1931. La capital era el poble de Mengni amb 1.329 habitants, situat a 29 km al sud de Rajkot. Els ingressos s'estimaven en 2000 rúpies el 1881 i pagava un tribut de 341 rúpies al govern britànic. El thakur Shri Jorawar Sinhji Narsinhji nascut el 1898 i que va pujar al tron el 1937, fou el darrer thakur.